# Museum Hert fan Fryslân
Museum Hert fan Fryslân is een cultuurhistorisch museum in Grouw in de Nederlandse provincie Friesland.

## Geschiedenis
Het museum is gevestigd in het souterrain van een rijksmonument, het voormalige raadhuis van Idaarderadeel, een ontwerp van architect A.J. Kropholler uit 1941. Tot 2013 was de collectie ondergebracht in het voormalige museum De Trije Gritenijen.

## Collectie
- Familie Halbertsma-verzameling
- Porselein, zilver en goud van de verzameling van Atsje Gaastra
- Textiel en kleding uit de 19e en 20e eeuw
- Houten speelgoed uit de 19e en begin 20e eeuw
- Schilderijen van Broer de Boer